# Haven van Seattle
De haven van Seattle is de op zeven na grootste haven van de Verenigde Staten en de op 72 na grootste haven ter wereld (beide naar containeromslag gemeten). De havenautoriteit werd opgericht op 5 september 1911 en beheert vandaag de dag behalve de haven ook Seattle-Tacoma International Airport. De haven sloeg in 2012 1,9 miljoen containers over. Vanuit de haven wordt veel graan geëxporteerd. Dit bedroeg in 2012 ongeveer 3,2 miljoen ton en in 2011 zelfs meer dan vijf miljoen ton. De haven kende in 2012 een omzet van ruim 103 miljoen dollar.

## Zusterhavens
- Kobe (sinds 1967)
- Rotterdam (sinds 1967)
- Shanghai (sinds 1979)
- Busan (sinds 1981)
- Singapore (sinds 1990)
- Miyagi (sinds 1990)
- Fremantle (sinds 1991)
- Vostotsjny (sinds 1993)
- Qingdao (sinds 1995)
- Tanjung Perak (sinds 1995)
- Taichung (sinds 1997)
- Dalian (sinds 2007)
- Odisha (sinds 2011)[5]